# Дильбазоглу, Абдуррахман
Абдуррахман Дильбазоглу (азерб. Əbdürrəhman ağa Dilbazoğlu; XVIII, Ханлыглар, Казахский султанат — XIX, Ханлыглар, Грузино-Имеретинская губерния, Российская империя) — азербайджанский поэт конца XVIII — начала XIX веков.

## Биография
Абдуррахман Дильбазоглу родился в середине XVIII века в селе Ханлыглар Казахского султаната. Он был уважаемым и влиятельным человеком среди народа. Также выделял деньги для помощи людям. Грузинский царь Ираклий II выколол глаза поэту под предлогом того, что тот хотел подчинить Казахский магал правителю Гянджинского ханства — Джавад-хану Зиядоглу.

## Творчество
Абдуррахман Дильбазоглу писал стихи под псевдонимом «Шаир». Он является одним из важнейших поэтов своего времени. Дильбазоглу был одним из ранних представителей азербайджанской литературы, творивших в жанре патриотизма и освободительного движения. После того, как поэту выкололи глаза, он написал новха (заунывный, мученический стих):

Я чужак на родине, о кази,

Потерял я важные земли, плачу.

Сердце тоскует, душа в ожидании,

Жду и день, и ночь, плачу.

Судным днём в душе стало ожидание народа,

Увидите ли, Боже, лицо встречи?

Думаю постоянно о друге, возлюбленной,

С глаз моих льются реки, плачу.

Отстранился от народа, нет у меня указателя,

Приютился я у Всевышнего, другого дела нет,

Нет у меня, друга, разделяющего горе, ни товарища

В эти годы распря, дебош, плачу.

Из сердца ушли любовь и радость,

Да соберутся в одном месте искалеченные сердца,

Люди чуждые чем родственники, братья,

Спицы кружатся вокруг сердца, плачу.

Поэт, богатство людям важнее справедливости,

С величеством ходить,

Если не будет нам милосердия от Бога,

Если буду смеяться месяцами, годами буду плакать.
Оригинальный текст (азерб.)

Mәn qәribәm vәtәnimdә, qazılar,

İtirmişәm ağır ellәr, ağlaram.

Könül hәsrәt qaldı, can intizarda,

Gözlәrәm sübhü şam yollar, ağlaram.

Hәşrә qaldı canda el intizarı,

Görәrmola, ya rәb, didar didarı?

Fikr elәrәm hәr dәm ol aşna, yarı,

Gözlәrimdәn axar sellәr, ağlaram.

Eldәn ayrı düşdüm, güzarişim yox,

Sığındım mövlaya, qeyri işim yox,

Munisim, qәmxarım, bir yoldaşım yox,

Sәrimdә qovğalar, qallar, ağlaram.

Könlümüzdәn gedib eşqü hәvәslәr,

Yığılsın bir yerә könlü şikәstlәr,

Qohumdan, qardaşdan yad olan kәslәr,

Dolanır bağrımda millәr, ağlaram.

Şair, hәqdәn gәrәk insana dövlәt,

Getmәyә üstündәn sayeyi-rifәt,

Xudadan gәr bizә olmasa şәfqәt,

Aylar ilә gülsәm, illәr ağlaram.

После взятия русскими Гянджи и смерти Джавад-хана, Абдуррахман Дильбазоглу написал мухаммас в честь его смерти, восхваляя хана и осуждая его убийц:

Повествуй, сердце, о вселенском дурном обращении,

О плохом обращении от начала до конца существования мира

Жестокая вселенная, подлое время, грешник, бесстыдник тот,

Убитый горем, увидь почёт Язида,

Увидь коварное несчастное страдание Джавад-хана.

Такова эпоха, от начала жизни подличает человеку мир,

Когда-то радует человека, когда-то даёт страдания мир,

Будь то шаха, то холопа опечаливает мир,

В будущем уйдёт великодушие, благословит мир,

Неверного пышно утопит он в ковчеге.

Всегда эпоха разлучала сердце с возлюбленной,

Разлучает Адама с Евой, с садом Ридвана,

Разлучила судьба от Соломона до нас,

Ах, кого разлучили сегодня с Джавад-ханом,

Хватит плача соловья, дружбы с колющим цветком.

Нет того, кто напишет Шахнаме о достоинствах Джавад-хана,

О культуре и щедрости, справедливое сочинение,

Сочинение о поле сражения знающего Платоне,

Больше мудрого Лукмана лечащее сочинение,

Напишу одно произведение-мухаммас.

Были времена в городе Гянджа при Джавад-хане,

Был он владыкой милости и справедливости, верным слову,

В каждом деле искусным, мудрым и бдительным был он,

Вкратце, был украшающим сполна мир сардаром,

Смотри, что он пережил от сокрушительного несчастья эпохи.

Сначала сражался он с Шеки, с Ширваном,

Ибрагим-хан заключил союз с Умма-ханом,

Пошло на него войско со всем Дагестаном,

Сразился он с ними на поле от начала до конца,

Не повредило его смятение с врагом.

И ещё после этого пришёл наместник Багратиони,

Собрал войско всей Грузии в долину,

Сколько лет с ним сражался и не пострадал,

Наместник печально ушёл и в конце покинул мир,

Как вышел подобно врагу Гургин-хану?!

Как сочинение про Джавад-хана изложить?

Как рассказать о его жизни, которая не вместится в толкования?

Кто видел ещё такого героя сардара?

Пришлось ему сражаться, что делать

Со слугой русского правителя-владыки?

Целый год сражался Джавад-хан,

То заключал мир, то красный цвет,

Увидел, что этому нет конца, больше раздора стало, поднялся шум,

Не пришёл на помощь, хотя поднял всех на ноги

Фатали шах, владыка Ирана.

Тот Хусейнгулу-ага, который пришёл к хану,

Достоин был его героизма, величия, славы,

Хотел пролить кровь с ханом,

Не дал хан свершиться, отправив его в башню,

Не хотел он видеть его страх.

Думал придёт он из пустоши Джавад-хан,

Много старался для спасения,

От блага и права пока хватила благодать и милость,

Вышла душа из тела и ушла в рай с согласия,

Принял он шахаду единого Аллаха.

И Хусейнгулу-ага принял шахаду недавно,

Народ от этого несчастья сильно погорячился,

Его мать пережила страдание, шахсей она говорит и воет,

Страдает смотря на этот дворец,

Бедная разлучилась с дорогим сыном.

Гянджинцы приняли самоотверженный шахадат,

Кто угнетён, кто свободен страдают,

Каждый из них получил сотню горя,

Разве не вспомнишь угнетённую пустыню Кербелу,

О бесстыдник-подлец, не стесняющийся Пророка Мухаммеда?

В тысяче двести восемнадцатом году

Когда шахидом стал Джавад-хан начался траур в мире,

Ужасном стало состояние Гянджи,

Приди на помощь, о Махди сахибзаман,

Не грустно ли тебе от этого горя?!
Оригинальный текст (азерб.)

Bir rәvayәt söylә, ey dil, çәrxi-kәcrәftardәn,

Ta әbәd ruzi-әzәl bәdmehru bәdkirdardәn,

Çәrxi-zalim, dәhri-dun, sahibxәta, biardәn—

Kim, Yezidin izzәtin gör şahi-dilәfkardәn,

Gör Cavad xan macәrasın möhnәti-mәkkardәn.

Böylәdir dövran, әzәl insanә al eylәr cahan,

Bir zaman xürrәm qılır, bir dәm mәlal eylәr cahan,

Şah ola, istәr gәda, aşüftәhal eylәr cahan,

Aqibәt bir gün gedәr himmәt, halal eylәr cahan,

Naxudanı qәrq edәr ol kәştiyi-pürbardәn.

Hәr zaman dövran salıbdır canı canandan cüda,

Adәmi Hәvvadan ayrı, baği-rizvandan cüda,

Xatәmi saldı fәlәk cahi-Süleymandan cüda,

Ah kim, düşdü bu gün dövran Cavad xandan cüda,

Әskik olmaz zari-bülbül, söhbәti-gül xardәn.

Şahnamә şәrh edәn [yox] ol Cavad xan vәsfini,

Mәdәni-cudü sәxavәt, әdli-divan vәsfini,

Bilmiş Әflatun sәharin әhli-meydan vәsfini,

Hikmәti-Loğmandan artıq dәrdә dәrman vәsfini,

Bir müxәmmәs nәzm ilә inşa qılım әşardәn.

Gәncә şәhrindә Cavad xan kim, nә әyyam var idi,

Sahibi-lütfü әdalәt, sadiqül-iqrar idi,

Hәr işin felindә mahir, aqilu huşyar idi,

Müxtәsәr, alәmara pürimtәhan sәrdar idi,

Gör nәlәr çәkdi qәzadәn, dövri-bәdәtvardәn.

Düşdü davası әzәldәn ol Şәki, Şirvan ilә,

İbrahim xan ittifaq oldu ol Ümmә xan ilә,

Gәldi lәşkәr üstünә ol cümlә Dağıstan ilә,

Onlar ilә qıldı dava sәrbәsәr meydan ilә,

Çәkmәdi hәrgiz zәrәr bir fitneyi-әğyardәn.

Bir dә ondan sonra gәldi valiyi-Baqratyan,

Yığdı Gürcüstan tamamәn lәşkәr ta vadiyan,

Neçә illәr qıldı dava, çәkmәdi ondan ziyan,

Vali köçdü çün fәnadan, etdi tәrk axır cahan,

Gör nә sadir oldu Gurgin xan kimi әğyardәn?!

Ol Cavad xan vәsfini necә qәlәm şәrh eylәsin?

Şәrhә sığmaz, vәsfi-halın necә dillәr söylәsin?

Bir belә sәrdarü qazi kim görübdür böylәsin?

Düşdü davası onun kari-qәzadan, neylәsin,

Padşahi-rusi-sahibtac ilәn tumardәn?

Çәkdi bir il ol Cavad xan eylәdi cәngü cidal,

Gah sülh etdi arada, gah qıldı rәngi-al,

Gördü kim, olmadı axır, artdı fitnә, qilü qal,

Gәlmәdi imdadә, hәrçәnd eylәdi yüz әrzi-hal,

Fәtәli şah, sahibi-İran olan xunkardәn.

Ol Hüseynqulu ağa kim, gәldi xanın yanına,

Layiq idi hәr hünәrlәr şövkәtinә, şanına,

İstәdi qanın qata ol dәmdә xanın qanına,

Qoymadı xan göndәrib, bir qeyri bürc meydanına,

Yәni onun vәhşәtin mәn görmәyim didardәn.

Qәlәsin sandı Cavad xan ol zaman viranәdәn,

Çox çalışdı ta ölüncә dәrdinә dәrmanәdәn,

Feyzi-hәqdәn ta yetincә rәhmәti-qüfranәdәn,

Çıxdı ruhu ol bәdәndәn, rövzeyi-rizvanәdәn,

Ey xoşa, buldu şәhadәt vahidül-qәhhardәn.

Hәm Hüseynqulu ağa buldu şәhadәt novcәvan,

Xәlq ara bu cümlә möhnәtdәn yaman oldu yaman,

Anası ahlar çәkib, şaxsey deyib eylәr fәğan,

Üz tutub ol bargahә әlvida eylәr aman:

Binәva düşdüm cüda fәrzәndi-gülruxsardәn.

Gәncәli xalqı şәhadәt qıldı hәqqa canfәda,

Kimi mәzlum, kimi azadә qalıb әndәrbәla,

Hәr biri bir növ ilә yüz dәrdә oldu mübtәla,

Yadına gәlmәz mәgәr mәzlumi-dәşti-Kәrbәla,

Ey utanmaz çәrxi-zalim Әhmәdi-Muxtardәn?

Min iki yüz daxi on sәkkizdә tarixi-zaman—

Kim, şәhid oldu Cavad xan, çıxdı әzdari-cahan,

Çox pәrişan oldu halı Gәncәnin hәddәn yaman,

Gәl yetiş imdadә, ya hәq, Mehdiyi-sahibzәman,

İncimәzmi xatirin bu dәrdü ahü zardәn?!